# 리웨이한

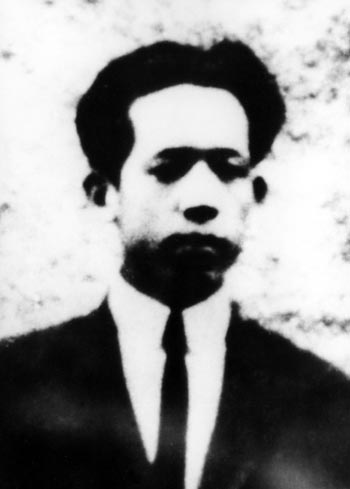

리웨이한(李维汉, 1896년 6월 2일 ~ 1984년 8월 11일)은 중국의 중국공산당 소속 정치인이다. 1919년부터 1920년까지 프랑스에서 연구를 계속했다. 1984년 8월 공무 중에 사망했다.